# هایاتو ایشیگورو
هایاتو ایشیگورو (به ژاپنی: 青柳善の輔،  زادهٔ ۲۳ اوت ۱۹۹۹) یک کشتی‌گیر آزادکار اهل کشور ژاپن است. وی سابقه حضور در المپیک ۲۰۲۴ پاریس را دارد.